# Post (Texas)
 For alternative betydninger, se Post. (Se også artikler, som begynder med Post)
Post er en amerikansk by og administrativt centrum for det amerikanske county Garza County i staten Texas. I 2000 havde byen et indbyggertal på 3.708.
33°11′30″N 101°22′50″V / 33.19167°N 101.38056°V